# Arctosa littoralis
Arctosa littoralis este o specie de păianjeni din genul Arctosa, familia Lycosidae. A fost descrisă pentru prima dată de Hentz, 1844. Conform Catalogue of Life specia Arctosa littoralis nu are subspecii cunoscute.